# كلهباي قاسم (مقاطعة غيلانغرب)
كلهباي قاسم (بالفارسية: کله‌پای قاسم) هي قرية تقع في منطقة مركزية ريفية في إيران.